# Danh sách đĩa nhạc của Big Hit Music
Danh sách đĩa nhạc của Big Hit Music bao gồm các bài hát được phân phối bởi công ty kể từ năm 2005.

## Thập niên 2000

### 2005
- Lim Jeong-hee – Music Is My Life
- Lim Jeong-hee – "Belief" (The Rain OST)

### 2006
- Lim Jeong-hee – Thanks

### 2007
- 8Eight – The First
- Lim Jeong-hee – Before I Go J-Lim
- Lim Jeong-hee – Heaven Breeze (하늘아 바람아)
- K.Will- Left Heart (왼쪽가슴)

### 2008
- 2AM – "This Song"
- 8Eight – "Infinity"
- Baek Ji-young hợp tác với Jo Kwon (2AM) – "All Night"
- Changmin (2AM) & Mario – "Superman"

### 2009
| Ngày phát hành | Tên                                    | Nghệ sĩ                                      | Định dạng                        | Ngôn ngữ  |
| -------------- | -------------------------------------- | -------------------------------------------- | -------------------------------- | --------- |
| 5 tháng 1      | "Molla-ing"                            | May Doni hợp tác với Jo Kwon & Jinwoon (2AM) | Tải kỹ thuật số                  | Tiếng Hàn |
| 9 tháng 2      | "Graduation"                           | Changmin & Jo Kwon (2AM)                     | Tải kỹ thuật số                  | Tiếng Hàn |
| 3 tháng 3      | Golden Age                             | 8Eight                                       | Album phòng thu, tải kỹ thuật số | Tiếng Hàn |
| 23 tháng 3     | Time for Confession                    | 2AM                                          | Album đĩa đơn, tải kỹ thuật số   | Tiếng Hàn |
| 8 tháng 9      | 30 Minutes Ago                         | Lee Hyun (8Eight)                            | Mini album, tải kỹ thuật số      | Tiếng Hàn |
| 29 tháng 9     | "Dunk Shot"                            | Jo Kwon (2AM) & Whale                        | Tải kỹ thuật số                  | Tiếng Hàn |
| 1 tháng 12     | "Don't Swallow" (Dream Comes True OST) | Changmin (2AM)                               | Tải kỹ thuật số                  | Tiếng Hàn |
| 17 tháng 12    | "We Fell in Love"                      | Jo Kwon (2AM) & Gain (Brown Eyed Girls)      | Tải kỹ thuật số                  | Tiếng Hàn |

## Thập niên 2010

### 2010
| Ngày phát hành | Tên                                | Nghệ sĩ                            | Định dạng                        | Ngôn ngữ  |
| -------------- | ---------------------------------- | ---------------------------------- | -------------------------------- | --------- |
| 21 tháng 1     | Can't Let You Go Even If I Die     | 2AM                                | Mini album, tải kỹ thuật số      | Tiếng Hàn |
| 16 tháng 3     | "I Was Wrong"                      | 2AM                                | Tải kỹ thuật số                  | Tiếng Hàn |
| 23 tháng 3     | "Farewell Story"                   | Wax hợp tác với Jo Kwon (2AM)      | Tải kỹ thuật số                  | Tiếng Hàn |
| 30 tháng 3     | The Bridge                         | 8Eight                             | Mini album, tải kỹ thuật số      | Tiếng Hàn |
| 31 tháng 3     | "Like A Fool" (Personal Taste OST) | 2AM                                | Tải kỹ thuật số                  | Tiếng Hàn |
| 3 tháng 6      | "Nagging"                          | Seulong (2AM) & IU                 | Tải kỹ thuật số                  | Tiếng Hàn |
| 16 tháng 8     | "Still Eating Well"                | Lee Hyun (8Eight) & Changmin (2AM) | Tải kỹ thuật số                  | Tiếng Hàn |
| 30 tháng 9     | It Can't be Real                   | Lim Jeong-hee                      | Mini album, tải kỹ thuật số      | Tiếng Hàn |
| 15 tháng 10    | "Let's Go"                         | G20 (với Changmin của 2AM)         | Tải kỹ thuật số                  | Tiếng Hàn |
| 25 tháng 10    | "You Wouldn't Answer My Calls"     | 2AM                                | Tải kỹ thuật số                  | Tiếng Hàn |
| 26 tháng 10    | Saint o'Clock                      | 2AM                                | Album phòng thu, tải kỹ thuật số | Tiếng Hàn |

### 2011
| Ngày phát hành | Tên                                 | Nghệ sĩ                                     | Định dạng                   | Ngôn ngữ  |
| -------------- | ----------------------------------- | ------------------------------------------- | --------------------------- | --------- |
| 3 tháng 1      | "Can't I Love You" (Dream High OST) | Changmin & Jinwoon (2AM)                    | Tải kỹ thuật số             | Tiếng Hàn |
| 3 tháng 1      | "Don't Go" (Dream High OST)         | Lim Jeong-hee & Jun. K (2PM)                | Tải kỹ thuật số             | Tiếng Hàn |
| 26 tháng 4     | "Please Don't Go"                   | San E hợp tác với Outsider & Changmin (2AM) | Tải kỹ thuật số             | Tiếng Hàn |
| 18 tháng 7     | 8eight                              | 8Eight                                      | Mini album, tải kỹ thuật số | Tiếng Hàn |
| 18 tháng 7     | Man Should Laugh                    | Lee Hyun                                    | Mini album, tải kỹ thuật số | Tiếng Hàn |
| 7 tháng 8      | "You Walking Towards Me"            | Jinwoon (2AM)                               | Tải kỹ thuật số             | Tiếng Hàn |
| 16 tháng 11    | "Now or Never"                      | Jinwoon (2AM)                               | Tải kỹ thuật số             | Tiếng Hàn |
| 23 tháng 11    | "How We Feel"                       | Seulong (2AM) & DJ Clazzi                   | Tải kỹ thuật số             | Tiếng Hàn |

### 2012
| Ngày phát hành | Tên                                                             | Nghệ sĩ                             | Định dạng                        | Ngôn ngữ   |
| -------------- | --------------------------------------------------------------- | ----------------------------------- | -------------------------------- | ---------- |
| 4 tháng 1      | The Healing Echo                                                | Lee Hyun                            | Album phòng thu, tải kỹ thuật số | Tiếng Hàn  |
| 11 tháng 1     | Never Let You Go                                                | 2AM                                 | Album đĩa đơn, tải kỹ thuật số   | Tiếng Nhật |
| 12 tháng 3     | F.Scott Fitzgerald's Way Of Love                                | 2AM                                 | Mini album, tải kỹ thuật số      | Tiếng Hàn  |
| 11 tháng 4     | Denwa ni Denai Kimi ni                                          | 2AM                                 | Album đĩa đơn, tải kỹ thuật số   | Tiếng Nhật |
| 9 tháng 5      | Golden Lady                                                     | Lim Jeong-hee                       | Mini album, tải kỹ thuật số      | Tiếng Hàn  |
| 25 tháng 6     | I'm Da One                                                      | Jo Kwon (2AM)                       | Album phòng thu, tải kỹ thuật số | Tiếng Hàn  |
| 1 tháng 7      | "I Can't Live Without You" (You're the Best, Lee Soon-shin OST) | Dahee (Glam) & Changmin (2AM)       | Tải kỹ thuật số                  | Tiếng Hàn  |
| 4 tháng 7      | One Day                                                         | 2AM with 2PM                        | Album đĩa đơn, tải kỹ thuật số   | Tiếng Nhật |
| 9 tháng 7      | "Party (XXO)"                                                   | Glam                                | Tải kỹ thuật số                  | Tiếng Hàn  |
| 12 tháng 9     | For You                                                         | 2AM                                 | Album đĩa đơn, tải kỹ thuật số   | Tiếng Nhật |
| 26 tháng 10    | "The Person I Miss" (Five Fingers OST)                          | Glam                                | Tải kỹ thuật số                  | Tiếng Hàn  |
| 26 tháng 10    | "Words There's No Way You Can Hear" (Five Fingers OST)          | Homme                               | Tải kỹ thuật số                  | Tiếng Hàn  |
| 26 tháng 10    | "Because I'm Sorry" (Five Fingers OST)                          | Homme                               | Tải kỹ thuật số                  | Tiếng Hàn  |
| 5 tháng 12     | Darenimo Watasenai Yo                                           | 2AM                                 | Album đĩa đơn, tải kỹ thuật số   | Tiếng Nhật |
| 26 tháng 12    | "Yesterday"                                                     | Dynamic Black (với Jinwoon của 2AM) | Tải kỹ thuật số                  | Tiếng Hàn  |
| 26 tháng 12    | "Tearfully Beautiful"                                           | Dramatic Blue (với Jo Kwon của 2AM) | Tải kỹ thuật số                  | Tiếng Hàn  |

### 2013
| Ngày phát hành | Tên                                                          | Nghệ sĩ                         | Định dạng                        | Ngôn ngữ   |
| -------------- | ------------------------------------------------------------ | ------------------------------- | -------------------------------- | ---------- |
| 1 tháng 1      | "I Like That"                                                | Glam                            | Tải kỹ thuật số                  | Tiếng Hàn  |
| 9 tháng 1      | Voice                                                        | 2AM                             | Album phòng thu, tải kỹ thuật số | Tiếng Nhật |
| 5 tháng 3      | One Spring Day                                               | 2AM                             | Album phòng thu, tải kỹ thuật số | Tiếng Hàn  |
| 12 tháng 3     | "In Front of the Mirror"                                     | Glam                            | Tải kỹ thuật số                  | Tiếng Hàn  |
| 15 tháng 3     | "Words I Couldn't Say"                                       | Jinwoon (2AM) & Star Love Fish  | Tải kỹ thuật số                  | Tiếng Hàn  |
| 17 tháng 3     | "I Only See One Person" (You're the Best, Lee Soon-shin OST) | Dahee (Glam) & Changmin (2AM)   | Tải kỹ thuật số                  | Tiếng Hàn  |
| 6 tháng 5      | "Levels"                                                     | Seulong (2AM) & Avicii          | Tải kỹ thuật số                  | Tiếng Hàn  |
| 12 tháng 6     | 2 Cool 4 Skool                                               | BTS                             | Album đĩa đơn, tải kỹ thuật số   | Tiếng Hàn  |
| 8 tháng 8      | "Luv Is"                                                     | Lim Jeong-hee                   | Tải kỹ thuật số                  | Tiếng Hàn  |
| 11 tháng 9     | O!RUL8,2?                                                    | BTS                             | Mini album, tải kỹ thuật số      | Tiếng Hàn  |
| 17 tháng 9     | "Summer, Night"                                              | Seulong (2AM) & Epitone Project | Tải kỹ thuật số                  | Tiếng Hàn  |
| 9 tháng 10     | "Moment" (The Heirs OST)                                     | Changmin (2AM)                  | Tải kỹ thuật số                  | Tiếng Hàn  |
| 19 tháng 11    | "Just Stay"                                                  | 2AM                             | Tải kỹ thuật số                  | Tiếng Hàn  |
| 27 tháng 11    | Nocturne                                                     | 2AM                             | Mini album, tải kỹ thuật số      | Tiếng Hàn  |

### 2014
| Ngày phát hành | Tên                                           | Nghệ sĩ                                                | Định dạng                        | Ngôn ngữ   |
| -------------- | --------------------------------------------- | ------------------------------------------------------ | -------------------------------- | ---------- |
| 4 tháng 2      | "Give It 2 U"                                 | Glam                                                   | Tải kỹ thuật số                  | Tiếng Hàn  |
| 6 tháng 2      | "Q&A"                                         | Gain (Brown Eyed Girls) hợp tác với Jo Kwon (2AM)      | Tải kỹ thuật số                  | Tiếng Hàn  |
| 12 tháng 2     | Skool Luv Affair                              | BTS                                                    | Mini album, tải kỹ thuật số      | Tiếng Hàn  |
| 6 tháng 4      | "Just One Day"                                | BTS                                                    | Tải kỹ thuật số                  | Tiếng Hàn  |
| 18 tháng 4     | "Scent of A Flower" (Emergency Couple OST)    | Lim Jeong-hee                                          | Tải kỹ thuật số                  | Tiếng Hàn  |
| 23 tháng 4     | 2Cool 4Skool / O!RUL8,2?                      | BTS                                                    | Album tổng hợp, tải kỹ thuật số  | Tiếng Nhật |
| 25 tháng 4     | "Saying I Love You" (Hotel King OST)          | Changmin & Jinwoon (2AM)                               | Tải kỹ thuật số                  | Tiếng Hàn  |
| 25 tháng 4     | "Hope" (Jang Bo-ri is Here! OST)              | Changmin (2AM)                                         | Tải kỹ thuật số                  | Tiếng Hàn  |
| 14 tháng 5     | Skool Luv Affair (Repackaged)                 | BTS                                                    | Mini album, tải kỹ thuật số      | Tiếng Hàn  |
| 22 tháng 5     | "The Very Last First"                         | Melody Day hợp tác với Changmin                        | Tải kỹ thuật số                  | Tiếng Hàn  |
| 22 tháng 5     | "New You"                                     | Yoon Jong-shin hợp tác với Seulong (2AM)               | Tải kỹ thuật số                  | Tiếng Hàn  |
| 4 tháng 6      | No More Dream (phiên bản tiếng Nhật)          | BTS                                                    | Album đĩa đơn, tải kỹ thuật số   | Tiếng Nhật |
| 16 tháng 7     | Boy in Luv (phiên bản tiếng Nhật)             | BTS                                                    | Album đĩa đơn, tải kỹ thuật số   | Tiếng Nhật |
| 20 tháng 3     | Pour Les Femme                                | Homme                                                  | Mini album, tải kỹ thuật số      | Tiếng Hàn  |
| 4 tháng 8      | "Pool Party"                                  | Swings hợp tác với Seulong (2AM), G.NA & Yoon Jongshin | Tải kỹ thuật số                  | Tiếng Hàn  |
| 19 tháng 8     | Dark & Wild                                   | BTS                                                    | Album phòng thu, tải kỹ thuật số | Tiếng Hàn  |
| 9 tháng 9      | "U Don't Know"                                | Seulong (2AM) & Taecyeon (2PM)                         | Tải kỹ thuật số                  | Tiếng Hàn  |
| 9 tháng 9      | "Suddenly"                                    | Jo Kwon (2AM), Baek Ye-rin (15&) & Jun. K (2PM)        | Tải kỹ thuật số                  | Tiếng Hàn  |
| 23 tháng 9     | "Love Comes With Goodbyes" (Endless Love OST) | Homme                                                  | Tải kỹ thuật số                  | Tiếng Hàn  |
| 21 tháng 10    | "War of Hormone"                              | BTS                                                    | Tải kỹ thuật số                  | Tiếng Hàn  |
| 30 tháng 10    | Let's Talk                                    | 2AM                                                    | Album phòng thu, tải kỹ thuật số | Tiếng Hàn  |
| 19 tháng 11    | Danger (phiên bản tiếng Nhật)                 | BTS                                                    | Album đĩa đơn, tải kỹ thuật số   | Tiếng Nhật |
| 20 tháng 11    | "Danger Mo-Blue-Mix"                          | BTS hợp tác với Thanh Bui                              | Tải kỹ thuật số                  | Tiếng Hàn  |
| 24 tháng 12    | Wake Up                                       | BTS                                                    | Album phòng thu, tải kỹ thuật số | Tiếng Nhật |

### 2015
| Ngày phát hành | Tên                                      | Nghệ sĩ                      | Định dạng                      | Ngôn ngữ    |
| -------------- | ---------------------------------------- | ---------------------------- | ------------------------------ | ----------- |
| 1 tháng 2      | "It's Cold"                              | Shim Hyun Bo & Seulong (2AM) | Tải kỹ thuật số                | Tiếng Hàn   |
| 27 tháng 2     | "Good Start 2015"                        | Seulong (2AM) & Jimin (AOA)  | Tải kỹ thuật số                | Tiếng Hàn   |
| 16 tháng 3     | "Boy In Luv" (phiên bản tiếng Trung)     | BTS                          | Tải kỹ thuật số                | Tiếng Trung |
| 16 tháng 3     | "Bucku Bucku"                            | MFBTY hợp tác với RM (BTS)   | Tải kỹ thuật số                | Tiếng Hàn   |
| 20 tháng 3     | RM                                       | RM (BTS)                     | Tải kỹ thuật số                | Tiếng Hàn   |
| 20 tháng 3     | "Mirage" (Super Daddy Yeol OST)          | Changmin (2AM)               | Tải kỹ thuật số                | Tiếng Hàn   |
| 29 tháng 4     | The Most Beautiful Moment in Life, Pt.1  | BTS                          | Mini album, tải kỹ thuật số    | Tiếng Hàn   |
| 17 tháng 6     | For You                                  | BTS                          | Album đĩa đơn, tải kỹ thuật số | Tiếng Nhật  |
| 23 tháng 6     | "Dope"                                   | BTS                          | Tải kỹ thuật số                | Tiếng Hàn   |
| 2 tháng 9      | "3 SEC"                                  | Homme & Kisum                | Tải kỹ thuật số                | Tiếng Hàn   |
| 2 tháng 10     | "No More Cry"                            | Homme                        | Tải kỹ thuật số                | Tiếng Hàn   |
| 3 tháng 11     | "It's Not Love"                          | Homme                        | Tải kỹ thuật số                | Tiếng Hàn   |
| 29 tháng 11    | The Most Beautiful Moment in Life, Pt. 2 | BTS                          | Mini album, tải kỹ thuật số    | Tiếng Hàn   |
| 8 tháng 12     | I Need U (phiên bản tiếng Nhật)          | BTS                          | Album đĩa đơn, tải kỹ thuật số | Tiếng Nhật  |

### 2016
| Ngày phát hành | Tên                                              | Nghệ sĩ       | Định dạng                        | Ngôn ngữ   |
| -------------- | ------------------------------------------------ | ------------- | -------------------------------- | ---------- |
| 15 tháng 3     | Run (phiên bản tiếng Nhật)                       | BTS           | Album đĩa đơn, tải kỹ thuật số   | Tiếng Nhật |
| 1 tháng 4      | "Just Come to Me"                                | Homme         | Tải kỹ thuật số                  | Tiếng Hàn  |
| 19 tháng 4     | "Epilogue: Young Forever"                        | BTS           | Tải kỹ thuật số                  | Tiếng Hàn  |
| 2 tháng 5      | The Most Beautiful Moment in Life: Young Forever | BTS           | Album tổng hợp, tải kỹ thuật số  | Tiếng Hàn  |
| 15 tháng 5     | "Save Me"                                        | BTS           | Tải kỹ thuật số                  | Tiếng Hàn  |
| 15 tháng 8     | Agust D                                          | Agust D (BTS) | Tải kỹ thuật số                  | Tiếng Hàn  |
| 7 tháng 9      | Youth                                            | BTS           | Album phòng thu, tải kỹ thuật số | Tiếng Nhật |
| 16 tháng 10    | Wings                                            | BTS           | Album phòng thu, tải kỹ thuật số | Tiếng Hàn  |
| 21 tháng 12    | "All of Me"                                      | Homme         | Tải kỹ thuật số                  | Tiếng Hàn  |

### 2017
| Ngày phát hành | Tên                                            | Nghệ sĩ                     | Định dạng                            | Ngôn ngữ             |
| -------------- | ---------------------------------------------- | --------------------------- | ------------------------------------ | -------------------- |
| 6 tháng 1      | The Best of Bodan Shonendan -Japan Edition-    | BTS                         | Album tổng hợp, tải kỹ thuật số      | Tiếng Nhật           |
| 6 tháng 1      | The Best of Bangtan Sonyeondan -Korea Edition- | BTS                         | Album tổng hợp, tải kỹ thuật số      | Tiếng Hàn            |
| 13 tháng 2     | You Never Walk Alone                           | BTS                         | Album tái phát hành, tải kỹ thuật số | Tiếng Hàn            |
| 19 tháng 2     | "Not Today"                                    | BTS                         | Tải kỹ thuật số                      | Tiếng Hàn            |
| 19 tháng 3     | "Change"                                       | RM (BTS) & Wale             | Tải kỹ thuật số                      | Tiếng Anh            |
| 5 tháng 4      | "Gajah"                                        | Gaeko hợp tác với RM (BTS)  | Tải kỹ thuật số                      | Tiếng Hàn            |
| 10 tháng 5     | Chi, Ase, Namida (血、汗、涙)                  | BTS                         | Album đĩa đơn, tải kỹ thuật số       | Tiếng Nhật           |
| 18 tháng 9     | Love Yourself: Her                             | BTS                         | Mini album, tải kỹ thuật số          | Tiếng Hàn            |
| 24 tháng 11    | "Mic Drop" (Steve Aoki Remix)                  | BTS hợp tác với Desiigner   | Tải kỹ thuật số                      | Tiếng Hàn, Tiếng Anh |
| 1 tháng 12     | "Your Lips"                                    | Lee Hyun                    | Tải kỹ thuật số                      | Tiếng Hàn            |
| 6 tháng 12     | MIC Drop/DNA/Crystal Snow                      | BTS                         | Album đĩa đơn, tải kỹ thuật số       | Tiếng Nhật           |
| 14 tháng 12    | "Champion Remix"                               | Fall Out Boy hợp tác với RM | Tải kỹ thuật số                      | Tiếng Anh            |

### 2018
| Ngày phát hành | Tên                                                          | Nghệ sĩ      | Định dạng                                         | Ngôn ngữ   |
| -------------- | ------------------------------------------------------------ | ------------ | ------------------------------------------------- | ---------- |
| 26 tháng 2     | "Will There Be a Next Time"                                  | Lee Hyun     | Tải kỹ thuật số                                   | Tiếng Hàn  |
| 2 tháng 3      | Hope World                                                   | J-Hope (BTS) | Tải kỹ thuật số                                   | Tiếng Hàn  |
| 4 tháng 4      | Face Yourself                                                | BTS          | Album phòng thu, tải kỹ thuật số, phát trực tuyến | Tiếng Nhật |
| 4 tháng 4      | "Don't Leave Me" (Signal OST (phiên bản làm lại tiếng Nhật)) | BTS          | Tải kỹ thuật số                                   | Tiếng Nhật |
| 18 tháng 5     | Love Yourself: Tear                                          | BTS          | Album phòng thu, tải kỹ thuật số, phát trực tuyến | Tiếng Hàn  |
| 24 tháng 8     | Love Yourself: Answer                                        | BTS          | Album tổng hợp, tải kỹ thuật số, phát trực tuyến  | Tiếng Hàn  |
| 16 tháng 10    | "Fake Love (phiên bản tiếng Nhật)"                           | BTS          | Tải kỹ thuật số, phát trực tuyến                  | Tiếng Nhật |
| 23 tháng 10    | Mono.                                                        | RM (BTS)     | Tải kỹ thuật số, phát trực tuyến                  | Tiếng Hàn  |
| 7 tháng 11     | Fake Love/Airplane Pt.2                                      | BTS          | Album đĩa đơn, tải kỹ thuật số                    | Tiếng Nhật |

### 2019
| Ngày phát hành | Tên                                    | Nghệ sĩ                                           | Định dạng                        | Ngôn ngữ             |
| -------------- | -------------------------------------- | ------------------------------------------------- | -------------------------------- | -------------------- |
| 4 tháng 3      | The Dream Chapter: Star                | TXT                                               | Mini album, tải kỹ thuật số      | Tiếng Hàn            |
| 12 tháng 4     | Map of the Soul: Persona               | BTS                                               | Mini album, tải kỹ thuật số      | Tiếng Hàn            |
| 3 tháng 5      | "Cat & Dog" (phiên bản tiếng Anh)      | TXT                                               | Tải kỹ thuật số                  | Tiếng Anh            |
| 31 tháng 5     | "Our Summer" (Acoustic Mix)            | TXT                                               | Tải kỹ thuật số                  | Tiếng Hàn            |
| 7 tháng 6      | "Dream Glow" (BTS World OST Pt.1)      | Jin, Jimin, Jungkook (BTS) hợp tác với Charli XCX | Tải kỹ thuật số                  | Tiếng Hàn, Tiếng Anh |
| 14 tháng 6     | "A Brand New Day" (BTS World OST Pt.2) | J-Hope, V (BTS) hợp tác với Zara Larsson          | Tải kỹ thuật số                  | Tiếng Hàn, Tiếng Anh |
| 21 tháng 6     | "All Night" (BTS World OST Pt.3)       | RM, Suga (BTS) hợp tác với Juice Wrld             | Tải kỹ thuật số                  | Tiếng Hàn, Tiếng Anh |
| 28 tháng 6     | BTS World: Original Soundtrack         | BTS, nhiều nghệ sĩ                                | Album nhạc phim, tải kỹ thuật số | Tiếng Hàn, Tiếng Anh |
| 3 tháng 7      | Lights/Boy with Luv                    | BTS                                               | Album đĩa đơn, tải kỹ thuật số   | Tiếng Nhật           |
| 18 tháng 10    | "Make It Right"                        | BTS hợp tác với Lauv                              | Tải kỹ thuật số                  | Tiếng Hàn, Tiếng Anh |
| 21 tháng 10    | The Dream Chapter: Magic               | TXT                                               | Album phòng thu, tải kỹ thuật số | Tiếng Hàn            |

## Thập niên 2020

### 2020
| Ngày phát hành | Tên                                            | Nghệ sĩ                                 | Định dạng                                  | Ngôn ngữ             |
| -------------- | ---------------------------------------------- | --------------------------------------- | ------------------------------------------ | -------------------- |
| 15 tháng 1     | Magic Hour                                     | TXT                                     | Album đĩa đơn, tải kỹ thuật số             | Tiếng Nhật           |
| 17 tháng 1     | "Black Swan"                                   | BTS                                     | Tải kỹ thuật số                            | Tiếng Hàn            |
| 7 tháng 2      | "Fool Again"                                   | 8Eight                                  | Tải kỹ thuật số                            | Tiếng Hàn            |
| 21 tháng 2     | Map of the Soul: 7                             | BTS                                     | Album phòng thu, tải kỹ thuật số           | Tiếng Hàn            |
| 6 tháng 3      | "Who"                                          | Lauv hợp tác với Jimin & Jungkook (BTS) | Tải kỹ thuật số                            | Tiếng Anh            |
| 13 tháng 3     | "Sweet Night" (Itaewon Class OST Pt.12)        | V (BTS)                                 | Tải kỹ thuật số                            | Tiếng Hàn            |
| 18 tháng 5     | The Dream Chapter: Eternity                    | TXT                                     | Mini album, tải kỹ thuật số                | Tiếng Hàn            |
| 22 tháng 5     | D-2                                            | Agust D (BTS)                           | Tải kỹ thuật số                            | Tiếng Hàn            |
| 19 tháng 6     | "Stay Gold"                                    | BTS                                     | Tải kỹ thuật số                            | Tiếng Nhật           |
| 15 tháng 7     | Map of the Soul: 7 – The Journey               | BTS                                     | Album phòng thu, tải kỹ thuật số           | Tiếng Nhật           |
| 19 tháng 8     | Drama                                          | TXT                                     | Album đĩa đơn, tải kỹ thuật số             | Tiếng Nhật           |
| 21 tháng 8     | "Dynamite"                                     | BTS                                     | Album đĩa đơn, Mini album, tải kỹ thuật số | Tiếng Anh            |
| 2 tháng 10     | "Savage Love (Laxed – Siren Beat) (BTS Remix)" | BTS                                     | Tải kỹ thuật số                            | Tiếng Anh, Tiếng Hàn |
| 26 tháng 10    | Minisode1: Blue Hour                           | TXT                                     | Mini album, tải kỹ thuật số                | Tiếng Hàn            |
| 20 tháng 11    | Be                                             | BTS                                     | Album phòng thu, tải kỹ thuật số           | Tiếng Hàn            |
| 24 tháng 11    | "Your Light" (Live On OST Pt.1)                | TXT                                     | Tải kỹ thuật số                            | Tiếng Hàn            |
| 11 tháng 12    | "Dynamite (Holiday Remix)"                     | BTS                                     | Tải kỹ thuật số                            | Tiếng Anh            |

### 2021
| Ngày phát hành | Tên                                                                          | Nghệ sĩ        | Định dạng                            | Ngôn ngữ             |
| -------------- | ---------------------------------------------------------------------------- | -------------- | ------------------------------------ | -------------------- |
| 20 tháng 1     | Still Dreaming                                                               | TXT            | Album phòng thu, tải kỹ thuật số     | Tiếng Nhật           |
| 2 tháng 4      | "Film Out"                                                                   | BTS            | Tải kỹ thuật số                      | Tiếng Nhật           |
| 21 tháng 5     | "Butter"                                                                     | BTS            | Tải kỹ thuật số                      | Tiếng Anh            |
| 28 tháng 5     | "Butter (Hotter Remix)"                                                      | BTS            | Tải kỹ thuật số                      | Tiếng Anh            |
| 31 tháng 5     | The Chaos Chapter: Freeze                                                    | TXT            | Album phòng thu, tải kỹ thuật số     | Tiếng Hàn            |
| 4 tháng 6      | "Butter (Cooler Remix)"                                                      | BTS            | Tải kỹ thuật số                      | Tiếng Anh            |
| 4 tháng 6      | "Butter (Sweeter Remix)"                                                     | BTS            | Tải kỹ thuật số                      | Tiếng Anh            |
| 16 tháng 6     | BTS, the Best                                                                | BTS            | Album tổng hợp, tải kỹ thuật số      | Tiếng Nhật           |
| 25 tháng 6     | "0x1=Lovesong (I Know I Love You)" (hợp tác với pH-1, Woodie Gochild, Seori) | TXT            | Tải kỹ thuật số                      | Tiếng Hàn            |
| 9 tháng 7      | "Permission to Dance"                                                        | BTS            | Album đĩa đơn, tải kỹ thuật số       | Tiếng Anh            |
| 23 tháng 7     | "Permission to Dance (R&B Remix)"                                            | BTS            | Tải kỹ thuật số                      | Tiếng Anh            |
| 17 tháng 8     | The Chaos Chapter: Fight or Escape                                           | TXT            | Album tái phát hành, tải kỹ thuật số | Tiếng Hàn            |
| 27 tháng 8     | "Butter" (hợp tác với Megan Thee Stallion)                                   | BTS            | Tải kỹ thuật số                      | Tiếng Anh            |
| 10 tháng 9     | "0x1=Lovesong (I Know I Love You)" (hợp tác với Mod Sun)                     | TXT            | Tải kỹ thuật số                      | Tiếng Hàn            |
| 24 tháng 9     | "My Universe"                                                                | BTS & Coldplay | Tải kỹ thuật số                      | Tiếng Anh, Tiếng Hàn |
| 10 tháng 11    | Chaotic Wonderland                                                           | TXT            | Mini album, tải kỹ thuật số          | Tiếng Nhật           |

### 2022
| Ngày phát hành | Tên                          | Nghệ sĩ | Định dạng                        | Ngôn ngữ  |
| -------------- | ---------------------------- | ------- | -------------------------------- | --------- |
| 9 tháng 5      | Minisode 2: Thursday's Child | TXT     | Mini album, tải kỹ thuật số      | Tiếng Hàn |
| 10 tháng 6     | Proof                        | BTS     | Album tuyển tập, tải kỹ thuật số | Tiếng Hàn |